# Ga Việt Trì
Ga Việt Trì là một nhà ga xe lửa tại phường Thanh Miếu, tỉnh Phú Thọ. Nhà ga là một điểm của đường sắt Hà Nội - Lào Cai và nối với ga Bạch Hạc với ga Phủ Đức.
| Ga trước Bạch Hạc | Đường sắt Việt Nam Đường sắt Hà Nội - Lào Cai | Ga sau Phủ Đức |